# Larnovaspis
Il larnovaspide (gen. Larnovaspis) è un pesce senza mascelle estinto, appartenente agli eterostraci. Visse nel Devoniano inferiore (circa 415 - 405 milioni di anni fa) e i suoi resti fossili sono stati ritrovati in Europa.

## Descrizione
Questo animale era piuttosto simile al ben noto Pteraspis, e come quest'ultimo era dotato di un'armatura composta da due grandi piastre (una superiore e una inferiore) che racchiudevano la testa e la metà anteriore del corpo. Il corpo di Larnovaspis era a forma di fuso, e terminava anteriormente in un rostro robusto ma smussato, leggermente appiattito dorsoventralmente. Gli occhi erano piccoli, e il capo era largo. Al di sotto e appena dietro a questo rostro era presente la piccola bocca. Solitamente Larnovaspis non superava i 20 centimetri di lunghezza. 

## Classificazione
Il genere Larnovaspis venne istituito da Blieck nel 1984, per accogliere la specie precedentemente descritta come Pteraspis stensioei del Devoniano inferiore della Gran Bretagna. Oltre alla specie tipo Larnovaspis stensioei, a questo genere sono state attribuite altre specie, precedentemente attribuite al genere Pteraspis e al genere Scaphaspis, come L. major dell'Ucraina, L. kneri dell'Estonia e dell'Ucraina e L. goujeti delle isole Svalbard.

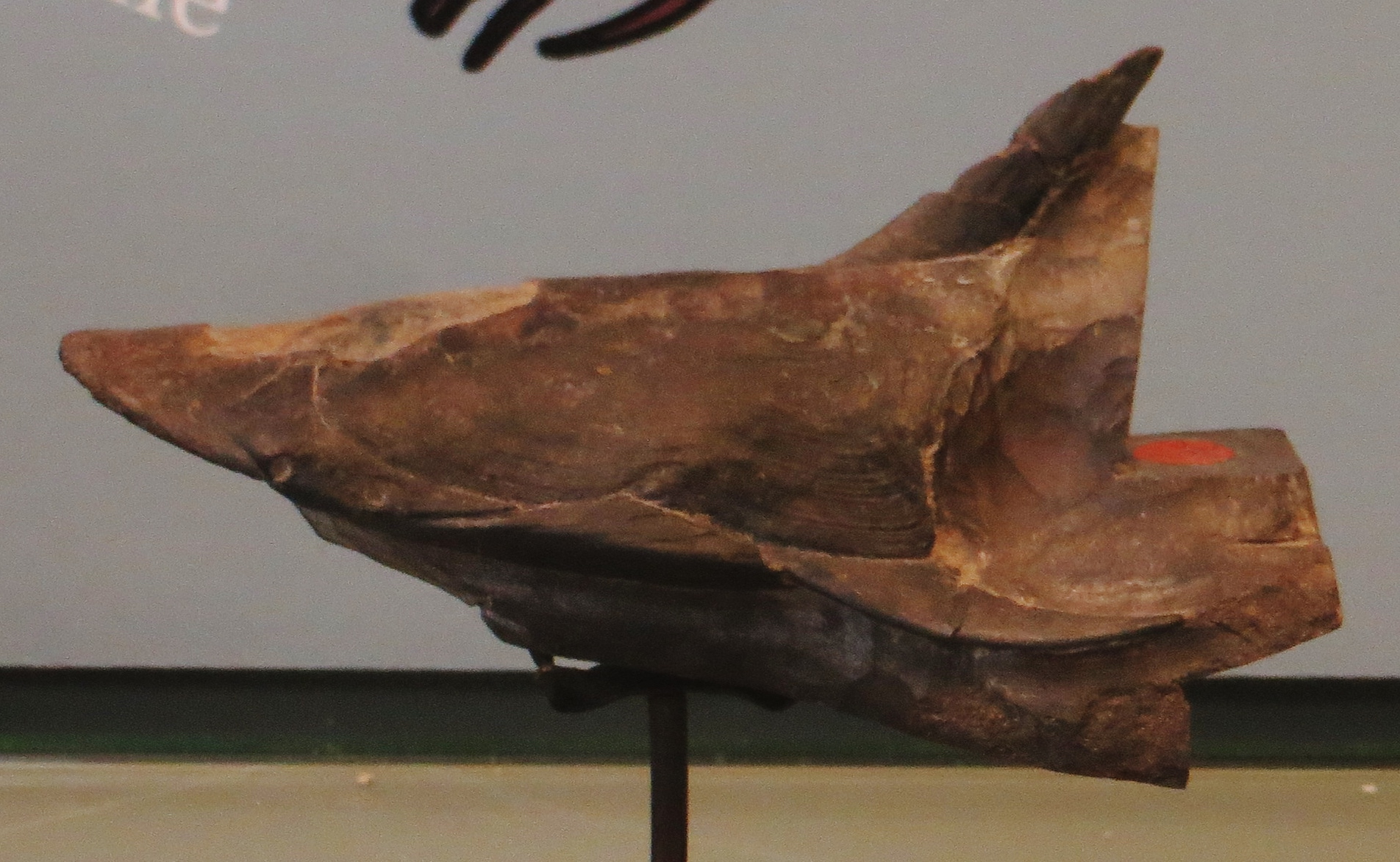
Fossile di Larnovaspis goujeti

Larnovaspis è stato attribuito a una famiglia a sé stante (Larnovaspididae), pur nell'ambito degli Pteraspidiformes.

## Paleoecologia
Larnovaspis probabilmente viveva nei pressi del fondale, dove si cibava di particelle di cibo che smuoveva dal substrato grazie al rostro appiattito e largo.